# Tarzoon, la honte de la jungle
Tarzoon, la honte de la jungle (prt: Tarzoon, a Vergonha da Selva; br: A Vergonha da Selva) é um filme de animação adulto belga/francês dirigido pelos diretores belgas Picha e Boris Szulzinger.
Em Portugal, o filme estreou-se no dia 11 de novembro de 1975, enquanto no Brasil, o filme foi lançado no dia 7 de janeiro de 1982.

## Elenco

### Versão francesa
- Bernard Dhéran - Narrador
- Georges Aminel - Shame
- Arlette Thomas - June
- Paule Emanuele - La reine Bazonga
- Claude Bertrand - La chef M'Bulu
- Pierre Trabaud - Le premier siamois
- Roger Carel - Le second siamois
- Guy Piérauld - Le professeur Cedric Addlepate

### Versão original em inglês
- Johnny Weissmuller Jr. - Shame
- Emily Prager - June
- Pat Bright - Queen Bazonga
- Adolph Caesar - Brutish
- Brian Doyle-Murray - Charles of the Pits
- Andrew Duncan - Charles of the Pits
- Christopher Guest - Chief M'Bulu / Short / Nurse
- Guy Sorel - Cedric Addlepate
- Judy Graubart - Stella Starlet
- John Belushi - Craig Baker
- Bill Murray - Repórter
- John Baddeley - Vozes adicionais
- Deya Kent - Vozes adicionais